# Matthias Legley
Matthias Legley (Waregem, 15 de enero de 1991) es un ciclista belga que fue profesional en 2016 y 2018.

## Palmarés
2016
- 1 etapa de la Vuelta a Túnez

2017
- 1 etapa del Tour de Costa de Marfil
- Vuelta a Túnez
- 2 etapas del Tour de Senegal
- 1 etapa del Tour de Camerún